# Сент-Анто
Сент-Анто́ (фр. Saint-Anthot) — коммуна во Франции, находится в регионе Бургундия. Департамент коммуны — Кот-д’Ор. Входит в состав кантона Сомбернон. Округ коммуны — Дижон.
Код INSEE коммуны — 21539.

## Население
Население коммуны на 2010 год составляло 57 человек.
| 1962 | 1968 | 1975 | 1982 | 1990 | 1999 | 2010 |
| ---- | ---- | ---- | ---- | ---- | ---- | ---- |
| 72   | 47   | 45   | 45   | 45   | 44   | 57   |

## Экономика
В 2010 году среди 35 человек трудоспособного возраста (15—64 лет) 27 были экономически активными, 8 — неактивными (показатель активности — 77,1 %, в 1999 году было 65,5 %). Из 27 активных жителей работали 26 человек (15 мужчин и 11 женщин), безработным был 1 мужчина. Среди 8 неактивных 1 человек был учеником или студентом, 6 — пенсионерами, 1 был неактивным по другим причинам.